# Angursa lanceolata
Angursa lanceolata är en djurart som tillhör fylumet trögkrypare, och som beskrevs av Jeanne Renaud-Mornant 1981. Angursa lanceolata ingår i släktet Angursa och familjen Halechiniscidae. Inga underarter finns listade i Catalogue of Life.